# Jean-Benoît Nadeau
Pour les articles homonymes, voir Nadeau.
Jean-Benoît Nadeau (né le 20 décembre 1964 à Sherbrooke) est un auteur, journaliste, producteur et conférencier québécois (canadien), et membre de l’Institute of Current World Affairs. Il vit à Montréal.
En tant qu’auteur solo, il a publié Les Français aussi ont un accent, Le Guide du travailleur autonome 3.0 et Écrire pour vivre. En septembre 2014, il publiera un nouveau livre : Les Accents circomplexes. Avec sa femme ontarienne, Julie Barlow, il a cosigné deux livres sur la France et l'histoire de la langue française, Pas si fous, ces Français et La Grande aventure de la langue française (Le français, quelle histoire ! pour l’édition parisienne).
En tant que journaliste, il a signé plus de 900 chroniques et reportages, notamment dans les pages du magazine L’Actualité et sur MSN.ca. Il écrit en français et en anglais et certains de ses articles ont été publiés dans USA Today, The New York Times, The Wall Street Journal, The Globe and Mail et dans GEO, L’Express en France.
En tant que producteur délégué, il a coproduit La langue française n’a pas dit son dernier mot, un documentaire de deux heures diffusé à l’été 2014.

## Biographie
Né à Sherbrooke, au Québec, Jean-Benoît Nadeau a fait ses études à l'Université McGill, où il a obtenu un diplôme en sciences politiques et histoire (Bachelor of Arts 1992). 
Auparavant, il avait amorcé des études en génie civil à l’Université de Waterloo (Ontario) et en dramaturgie à l’École nationale de théâtre (Montréal).
Entre les années 1984 et 1989, il a également signé six pièces de théâtre en cinq actes, dont 2 comédies (Il faut battre l’enfer quand il est chaud et Les Tartes) deux drames (Graziella et Les Cobayes), et une comédie musicale (Capilla), ainsi que deux pièces à sketchs (La Mélodie du bonheur et un Condo à Venise) qui ont toutes été produites à Montréal, Sherbrooke et en Mauricie.
Ses débuts comme journaliste remontent à 1987, alors qu’il est critique de théâtre pour la revue Voir. Il publie ensuite des reportages dans divers magazines tels que Commerce, L’actualité et Québec Science.
En 1993, il commence à publier en anglais pour des magazines canadiens anglais tels que Saturday Night Magazine, Profit et Report on Business Magazine. Entre 1993 et 1998, il signe certains de ses articles en anglais, environ une quarantaine, avec sa femme, Julie Barlow.
Au cours de cette période, il remporte de nombreux prix de journalisme au Québec. Parmi les prix de journalisme qu’il a reçus, trois concernaient des enquêtes publiées dans L’Actualité en 1994, 1995 et 1997 : Enquête sur la Caisse de dépôt (Prix René-Lévesque); Enquête sur la crise d’Oka (Prix René-Lévesque); et La vérité sur le Fonds de solidarité (Prix argent, Fondation nationale des magazines, catégorie Affaires). En 2004, l’Association québécoise des éditeurs de magazine lui a également décerné le prix Jean Paré remis au meilleur journaliste de l’année.
En 1995, il commence à donner des formations en journalisme à travers la Fédération professionnelle des journalistes du Québec (FPJQ). C’est également pendant cette période qu’il développe plusieurs positions controversées sur le statut de la presse indépendante qui le mettront en opposition avec certains éléments rêvant de syndiquer la pige au Québec.
En 1997, il publie son premier livre, Le Guide du travailleur autonome (Québec Amérique), un livre de conseils (en partie autobiographique) pour les pigistes et les travailleurs indépendants. En 2014, la troisième édition de ce livre est parue avec un contenu augmenté, incluant une demi-douzaine de questions des lecteurs.
En 1999, Jean-Benoît Nadeau se voit accorder une bourse de deux ans de la fondation américaine Institute of Current World Affairs pour aller en France étudier «Pourquoi les Français résistent à la mondialisation». Durant ces deux années, il publiera pour l’Institut 21 bulletins d’observations qui faisaient l’anthropologie des Français. 
En 2001, il quitte Paris pour aller s’installer à Toronto pour un an à la demande de sa femme. C’est à Toronto qu’il écrira ses deux prochains livres sur la France, avant de revenir définitivement à Montréal. C’est ce va-et-vient entre les deux métropoles canadiennes qui lui a inspiré un récit humoristique, Les Accents circomplexes.
Ce dernier livre est la suite de son premier récit humoristique publié en 2002, Les Français aussi ont un accent (Payot), une chronique humoristique «intello-loufoque» sur son expérience française.
En 2003, il cosigne avec Julie Barlow le livre Sixty Million Frenchmen Can’t Be Wrong qui fait l’anthropologie des Français. Ce livre sera vendu à près de 250 000 exemplaires dans toutes ses éditions. Sa version française, Pas si fous, ces Français ! paraît en 2005 chez France Loisirs et au Seuil. À la demande des éditeurs, c’est Valérie Morlot qui en fera la traduction, mais Jean-Benoît Nadeau a assuré l’adaptation finale. «Une lecture plutôt revigorante» en dira le célèbre critique littéraire Bernard Pivot. L’ouvrage paraît également en néerlandais (Waarom de Fransen zo Frans zijn, Scriptum) et en mandarin. Il existe deux éditions chinoises distinctes, l’une en mandarin simplifié (Chine populaire) et l’autre en mandarin traditionnel (Taïwan).
En 2006, toujours avec Julie Barlow, Jean-Benoit Nadeau publie The Story of French, une histoire de la langue française des origines à nos jours. Dans le New York Times, William Grimes écrira : « Une histoire du français bien racontée et très accessible qui débat avec fougue des perspectives de cette langue dans un monde dominé par l’anglais. » Également traduit en japonais, ce livre est paru en français sous deux titres et deux éditions distinctes. D’abord au Québec en 2007 sous le titre La Grande aventure de la langue française (Québec Amérique). Puis en France en 2011 sous le titre Le français, quelle histoire ! (Éditions Télémaque). Cette édition française correspond à une seconde édition du livre entière réécrite par Jean-Benoît Nadeau.
La même année, en 2006, Jean-Benoît Nadeau et Julie Barlow adoptent des jumelles en Haïti.
En 2007, Jean-Benoît Nadeau publie Écrire pour vivre (Québec Amérique), un livre de conseil pour ceux qui veulent vivre pour écrire, destinés aux journalistes et aux auteurs en herbe.
Depuis 2003, il a donné une centaine de conférences sur la langue française ou la France, aux États-Unis, au Canada, en France, aux Pays-Bas, au Royaume-Uni, en Corée du Sud et au Japon, en plus d’une cinquantaine de séminaires sur le journalisme et l’écriture.
En 2010, Jean-Benoît passe six mois à Phoenix, en Arizona, alors que sa femme est écrivaine en résidence à l’Arizona State University, dans le cadre d’une bourse Fulbright. Ce séjour s'inscrit dans le cadre de leurs recherches pour un nouveau livre, The Story of Spanish (St. Martin’s Press), qui retrace l’histoire de la civilisation espagnole publié en mai 2013.
En septembre 2013, Jean-Benoît Nadeau et sa femme passe l’année 2013-2014 à Paris pour la recherche sur un nouveau livre sur les Français, The Bonjour Effect: The Secret Codes of French Conversation Revealed avec la coauteure Julie Barlow, publié chez St. Martin’s Press. À l’été 2014, il a produit un documentaire de deux heures sur les ondes de France Culture, intitulé La langue française n’a pas dit son dernier mot. 
Il revient fin août 2014 à Montréal pour le lancement de son nouveau récit humoristique, Les Accents circomplexes.

## Récompenses
- 1994 : Prix de journalisme René-Lévesque, journaliste indépendant
- 1995 : Prix de journalisme René-Lévesque, presse écrite
- 2003 : Prix du journaliste de l'année, de l'Association québécoise des éditeurs de magazines.
- 2007 : Prix Mavis-Gallant
- 2011 : Prix La-Renaissance-française de l’Académie des sciences d’outre-mer pour Le français, quelle histoire ! : la première biographie de la langue française, (avec Julie Barlow).
- 2020 : Prix Jules-Fournier

## Œuvres
- Branchée : Hydro-Québec et le futur de l'électricité, 2019 (ISBN 978-2-7644-3780-3)
- Ainsi parlent les Français, 2017 (ISBN 978-2-221-21654-5 et 2-221-21654-7)
- Les Accents circomplexes, 2014  (ISBN 9782760411319)
- Le guide du travailleur 3.0, 2014  (ISBN 9782764424896)
- The Story of Spanish, 2013  (ISBN 978-0312656027)
- Le français, quelle histoire !, 2011  (ISBN 978-2-7533-0116-0)
- Écrire pour vivre, 2007  (ISBN 978-2-7644-0541-3)
- La Grande Aventure de la langue française, 2007  (ISBN 978-2-7644-0541-3)
- Pas si fous, ces Français !, 2005  (ISBN 978-2020787932)
- Les Français aussi ont un accent, Payot, Paris, 2002  (ISBN 978-2228895613)